# Herb gminy Limanowa
Herb gminy Limanowa – jeden z symboli gminy Limanowa, ustanowiony 25 czerwca 2015.

## Wygląd i symbolika
Herb przedstawia na tarczy koloru czerwonego dwa skrzyżowane srebrne miecze ze złotymi rękojeściami nad zielonym wzgórzem, na którym znajduje się złoty róg myśliwski. Wzgórze i róg nawiązują do herbu Limanowej, a miecze do bitwy pod Limanową.